# 二側錐三角柱
二側錐三角柱（にそくすいさんかくちゅう、Biaugmented triangular prism）とは50番目のジョンソンの立体で、正三角柱の2つの側面に正四角錐を貼り付けたものである。

## 関連図形
| 側錐三角柱 （正四角錐を1つ取り除く）                   | 三側錐三角柱 （正四角錐をもう1つ追加）           | 双四角錐柱 （角柱の角の数を増やす） |
| 正反四角柱 （特定の2枚の正三角形を正方形に置き換える） | 正四角錐反柱 （特定の部分に2枚の正三角形を追加） |                                     |